# 쉬안우먼역
쉬안우먼역(중국어: 宣武门站, 한자음: 선무문참)은 중국 베이징시 시청구 진룽제 가도·광안먼네이 가도·시창안제 가도·춘수 가도 접경의 쉬안우먼 외대가, 쉬안우먼 내대가, 쉬안우먼 동대가, 쉬안우먼 서대가의 교차로에 위치한 베이징 지하철 2호선과 4호선의 지하철 환승역이다. 1969년 10월 1일 준공되어 1971년 1월 15일 베이징 지하철 1단계 공사 완공과 함께 운행을 시작하였으며, 2009년 9월 28일 4호선 역이 개통되었다.

## 위치
이 역은 철거된 선무문(宣武门, 쉬안우먼), 쉬안우먼 외대가-쉬안우먼 내대가 및 쉬안우먼 동대가-쉬안우먼 서대가의 교차로에 위치하고 있다. 2호선 역은 동서방향, 4호선 역은 남북방향이다.

## 역 구조

### 층별 구조

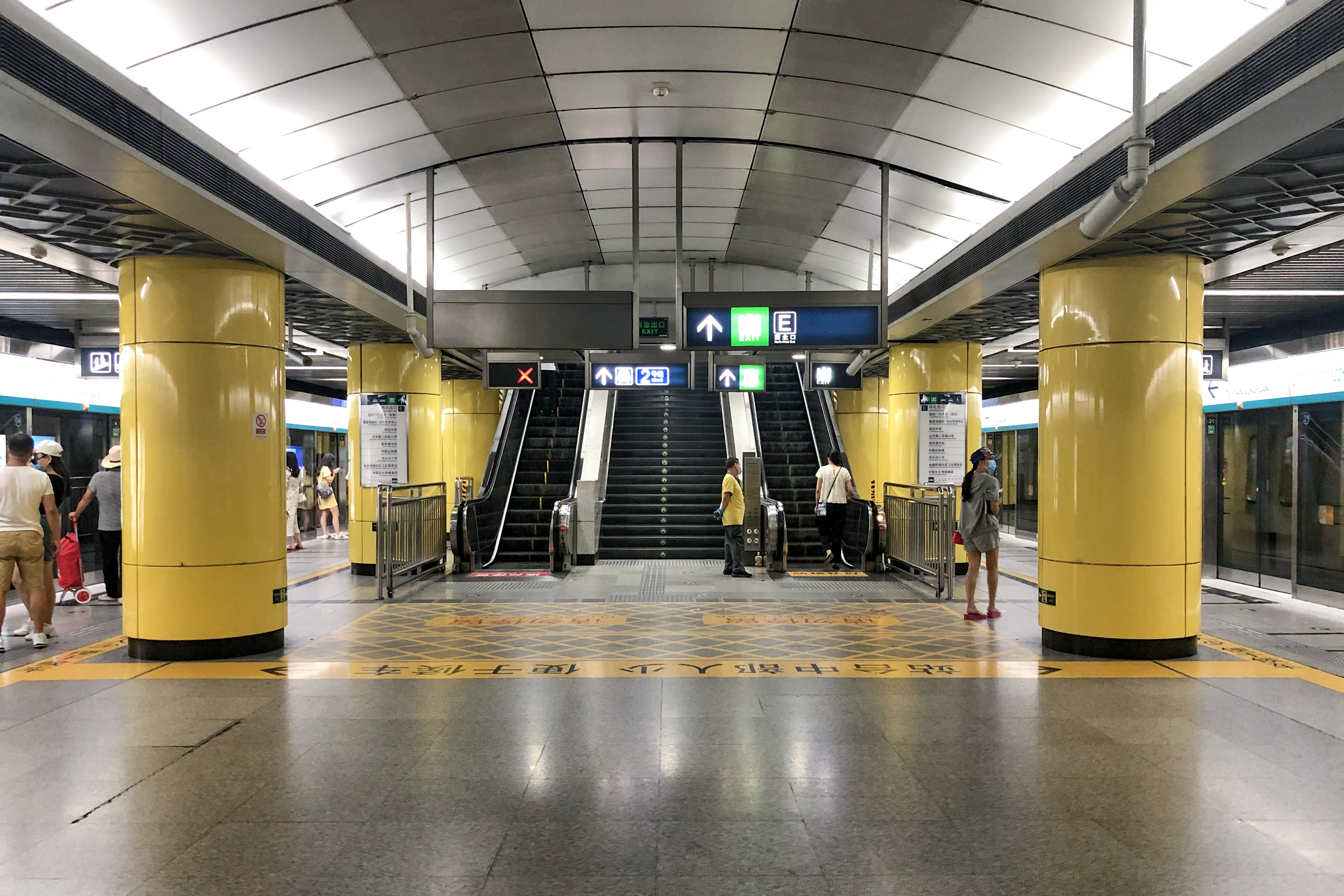
쉬안우먼역 4호선 승강장 (2020년 8월)

2호선 부분은 베이징 지하철 1단계 공사로 지어졌으며, 동서방향으로 배치된 지하 섬식 승강장이 있고, 전용 대합실층이 없다. 4호선 부분은 남북방향으로 배치된 지하 섬식 승강장과 대합실이 있다. 두 노선은 두 개의 통로로 연결되어 있으나, 혼잡시간대에 통로 통행 능력이 수요를 완전히 충족하지 못해 혼잡시간대 최대 환승 능력이 8800여 명에 불과하다. 쉬안우먼역은 이를 위해 2018년 새로운 환승통로 건설을 실시하여, 서북·동북·남서쪽 환승통로 3개를 신설하고, 새로운 지하 개집표기 5곳을 신설하였다.
| 지면층                | 출구                            | A–H출구                                    |
| 지하 1층              | 2호선 대합실                    | 고객 센터, 자동발매기, 이카통(一卡通) 충전 |
| 지하 2층 2호선 승강장 | ←                               | ■ 2호선 내선순환 (창춘제)                  |
| 지하 2층 2호선 승강장 | 섬식 승강장, 왼쪽 출입문이 열림 |                                            |
| 지하 2층 2호선 승강장 | →                               | ■ 2호선 외선순환 (허핑먼)                  |
| 지하 3층              | 4호선 대합실                    | 고객 센터, 자동발매기, 이카통(一卡通) 충전 |
| 지하 4층 4호선 승강장 | ←                               | ■ 4호선 안허차오베이 방면(시단)            |
| 지하 4층 4호선 승강장 | 섬식 승강장, 왼쪽 출입문이 열림 |                                            |
| 지하 4층 4호선 승강장 | →                               | ■ 4호선 톈궁위안 방면 (다싱선)(차이스커우) |

### 승강장
2호선 쉬안우먼역에는 쉬안우먼 서대가-쉬안우먼 동대가 아래에 섬식 승강장이 있다. 4호선 쉬안우먼역 역시 쉬안우먼 내대가-쉬안우먼 외대가 아래에 섬식 승강장이 있다.
- 4호선 북대합실
- 4호선-2호선 환승통로

## 출구
쉬안우먼역에는 2020년 12월 31일까지 11개의 출입구가 있었다.: A1, A2, B1, B2, C1, C2, D1, D2, E, G, H. 2020년 12월 31일, 쉬안우먼역 신규 환승통로가 개설되어, A1, A2, B1, B2, D1, D2가 영구적으로 사용을 중지되었고, C1과 C2는 원래 지대에서 C출구로 재건되었고, F출구와 B출구가 새로 생김으로, 현재 쉬안우먼역에는 모두 6개의 출구가 있다.
|                         | |      |             |
|                         | |      |             |
| 출구                    | 출구 인근 | 사진 | 무장애 시설 |
| 出口 · B                | 쉬안우먼 동대가(북측) |      |             |
| 出口 · C                | 쉬안우먼 동대가(남측), 쉬안우먼 상업호텔 |      |             |
| 出口 · E                | 쉬안우먼 내대가(서측), 판싱(繁星) 드라마마을-판싱 미술관, 루쉰(鲁迅) 중학교, 베이징제2실험소학교, 신화통신사, 베이징 텔레비전 기술 연구소, 서우수이허(涭水河)소학교, 차오서우후퉁(抄手胡同) |      |             |
| 出口 · F                | 쉬안우먼 천주당, 베이징시 제2병원 |      |             |
| 出口 · G                | 쉬안우먼 외대가(동측), 루자콰이제(如家快捷) 쉬안우먼 호텔, 쉬안우먼 상업호텔, 춘수(椿树) 청소년 활동 센터                                                                                   |      |             |
| 出口 · H                | 쉬안우먼 외대가(서측), 쉬안우(宣武) 청소년 과학기술관 |      |             |
| 아이콘 설명: 엘리베이터 | |      |             |

## 같이 보기
- 현무문(宣武门, 쉬안우먼)